# 国营昆仑种羊场
国营昆仑种羊场是中华人民共和国新疆维吾尔自治区和田地區于田县下辖的一个类似乡级单位。

## 行政区划
国营昆仑种羊场下辖以下地区：巴格托格拉克村和牧业村。